# کانلی ۴۸۱۶
سیارک ۴۸۱۶ (به انگلیسی: 4816 Connelly، نامگذاری:1981PK) چهار هزار و هشتصد و شانزدهمین سیارک کشف شده‌است که در ۳ اوت ۱۹۸۱ کشف شد.
قدر مطلق سیارک برابر ۱۲٫۸۰ است.